# Blauscheitelkolibri
Der Blauscheitelkolibri oder Blaustirneupherusa (Eupherusa cyanophrys) ist eine Vogelart aus der Familie der Kolibris (Trochilidae), die in Mexiko endemisch ist. Der Bestand ist laut IUCN stark gefährdet (Endangered). Die Art gilt als monotypisch.

## Merkmale
Der Blauscheitelkolibri erreicht eine Körperlänge von etwa 10 bis 11 cm, bei einem Gewicht 4,5 bis 5,2 g. Das Männchen hat einen geraden schwarzen Schnabel. Das Gefieder ist fast vollkommen grün, wobei die Unterseite mehr glitzert. Der vordere Oberkopf ist violettblau, der hintere türkisfarben. Die Unterschwanzdecken sind weiß, die Flügel dunkel mit rotbraunen Armschwingen. Die rotbraunen Armschwingen heben sich von den dunklen Flügeln ab. Das zentrale Paar der Steuerfedern des leicht abgerundeten Schwanzes sind grün, die restlichen weiß. Von allopatrischen Weißschwanzkolibri unterscheidet er sich nur in der Farbe des vorderen Oberkopfs. Das Weibchen hat eine grüne Oberseite und einen weißen Fleck hinter dem Auge. Die Ohrdecken sind dunkel grau. Die Unterseite ist hell grau, die Armschwingen weniger rotbraun gefärbt. Der Schwanz ähnelt dem der Männchen, doch haben die weißen äußeren Steuerfedern dunkle grüne Säume. Jungtiere ähneln den Weibchen, wobei die männlichen Jungtiere eine matt grüne Unterseite haben. Die sehr ähnliche Beryllamazilie (Amazilia beryllina (Deppe, 1830)) unterscheidet sich durch den rotbraunen Schwanz, den fehlenden blauen Oberkopf und den roten Unterschnabel.

## Verhalten und Ernährung
Der Blauscheitelkolibri bezieht seinen Nektar u. a. von Pflanzen der Gattungen Inga, Kohleria, Lobelien, Malvaviscus, Manettia, Psittacanthus und Hamelia. Bei der Nahrungsaufnahme ordnet er sich anderen Kolibris z. B. der Gattung der Amazilia-Kolibris unter. Seine Nahrung holt er sich in allen Straten.

## Fortpflanzung
Die Brutsaison des Blauscheitelkolibris ist von September bis November und im Mai. Das kelchförmige Nest besteht aus Moos und wird mit Pflanzenabfällen ausgelegt. Die Außenseite ist mit Flechten verziert. Bei zwei entdeckten Nestern wurden Salbeiblüten zum Bau verwendet. Das Nest bringt er in Verzweigungen in kleineren Bäumen in 1,2 bis 6 Meter über dem Boden an. Das Nest, das in sechs Meter Höhe entdeckt wurde, ist eventuell eine Ausnahme, da es an einem steilen Hang an einer Straße entdeckt wurde, in der freiliegende Äste einer Kiefer in die Straße hineinragten. Ein Gelege besteht aus zwei Eiern, die ausschließlich vom Weibchen bebrütet werden.

## Lautäußerungen
Der Gesang besteht aus einem hellen, schnellen, flüssigen und piepsigen Trillern. Dieses dauert 2 bis 8 Sekunden. Außerdem gibt er einen flüssigen summende, rollenden Tschilp von sich, der oft in ein rasselndes Getriller übergeht. Dieser erinnert an die Laute des Streifenschwanzkolibris (Eupherusa eximia (Delattre, 1843)). Dies ähnelt dem Weißschwanzkolibri, doch wirkt der Gesang weniger ruckartig und weniger gehetzt.

## Verbreitung und Lebensraum

Verbreitungsgebiet des Blauscheitelkolibris

Der Blauscheitelkolibri bevorzugt offene Stellen durch gefallene Bäume und Waldränder von feuchten immergrünen Wäldern mit dichtem Unterholz meist der Gattung Chusquea, naturnahe Laubwälder, Galeriewälder und Wolken- und Nebelwald in Höhenlagen zwischen 700 und 2600 Meter. Am häufigsten kommt er in Höhenlagen zwischen 1300 und 1800 Meter vor.

## Migration
Der Blauscheitelkolibri gilt normalerweise als Standvogel. Es wird vermutet, dass es als Strichvogel gelegentlich zwischen den Höhenlagen wandert.

## Etymologie und Forschungsgeschichte
Die Erstbeschreibung des Blauscheitelkolibris erfolgte 1964 durch John Stuart Rowley Jr. und Robert Thomas Orr unter dem wissenschaftlichen Namen Eupherusa cyanophrys. Das Typusexemplar wurde von Rowley am 9. Mai 1963 südlich von San Pedro Juchatengo gesammelt. Es war John Gould, der 1857 die neue Gattung Eupherusa einführte. Das Wort »Eupherusa« leitet sich aus den griechischen Worten »eu εὖ« für »gut« und »pherō φέρω« für »tragen« ab. Der Artname »cyanophrys« leitet sich von »cyanophrus, cyanophruos κυανοφρυς, κυανοφρυος« für »dunkel brauig« und ist ein griechisches Wortgebilde aus »cyanos κυανος« für »dunkel blau« und »ophrus, ophruos οφρυς, οφρυος« für »Augenbraue, Braue«.